# جون جي. مانويل
جون جي. مانويل هو طيار بطل كندي، ولد في 29 مارس 1893 في وينيبيغ في كندا، وتوفي في 10 يونيو 1918.